# Maxodontus ecuadorator
Maxodontus ecuadorator là một loài tò vò trong họ Ichneumonidae.